# Pika Peak
Pika Peak är en bergstopp i Kanada.   Den ligger i provinsen Alberta, i den centrala delen av landet, 3 000 km väster om huvudstaden Ottawa. Toppen på Pika Peak är 3 053 meter över havet.
Terrängen runt Pika Peak är kuperad åt nordost, men åt sydväst är den bergig.Trakten runt Pika Peak är nära nog obefolkad, med mindre än två invånare per kvadratkilometer.. Närmaste större samhälle är Lake Louise, 9,8 km sydväst om Pika Peak. 
Trakten runt Pika Peak består i huvudsak av gräsmarker.